# Konventionen om skydd mot olycksfall vid hamnarbete (reviderad)
Konventionen om skydd mot olycksfall vid hamnarbete (ILO:s konvention nr 32 angående skydd mot olycksfall vid hamnarbete, Protection against Accidents (Dockers) Convention) är en konvention som antogs av Internationella arbetsorganisationen (ILO) den 27 april 1932 i Genève. Konventionen slår fast ett antal regler som syftar till att minimera risken för arbetsolyckor för hamnarbetare. Konventionen består av 23 artiklar.

## Ratificering
Konventionen har ratificerats av 46 stater, varav 13 har sagt upp den i efterhand.